# Tegostoma concinnalis
Tegostoma concinnalis là một loài bướm đêm trong họ Crambidae.